# Майянистика

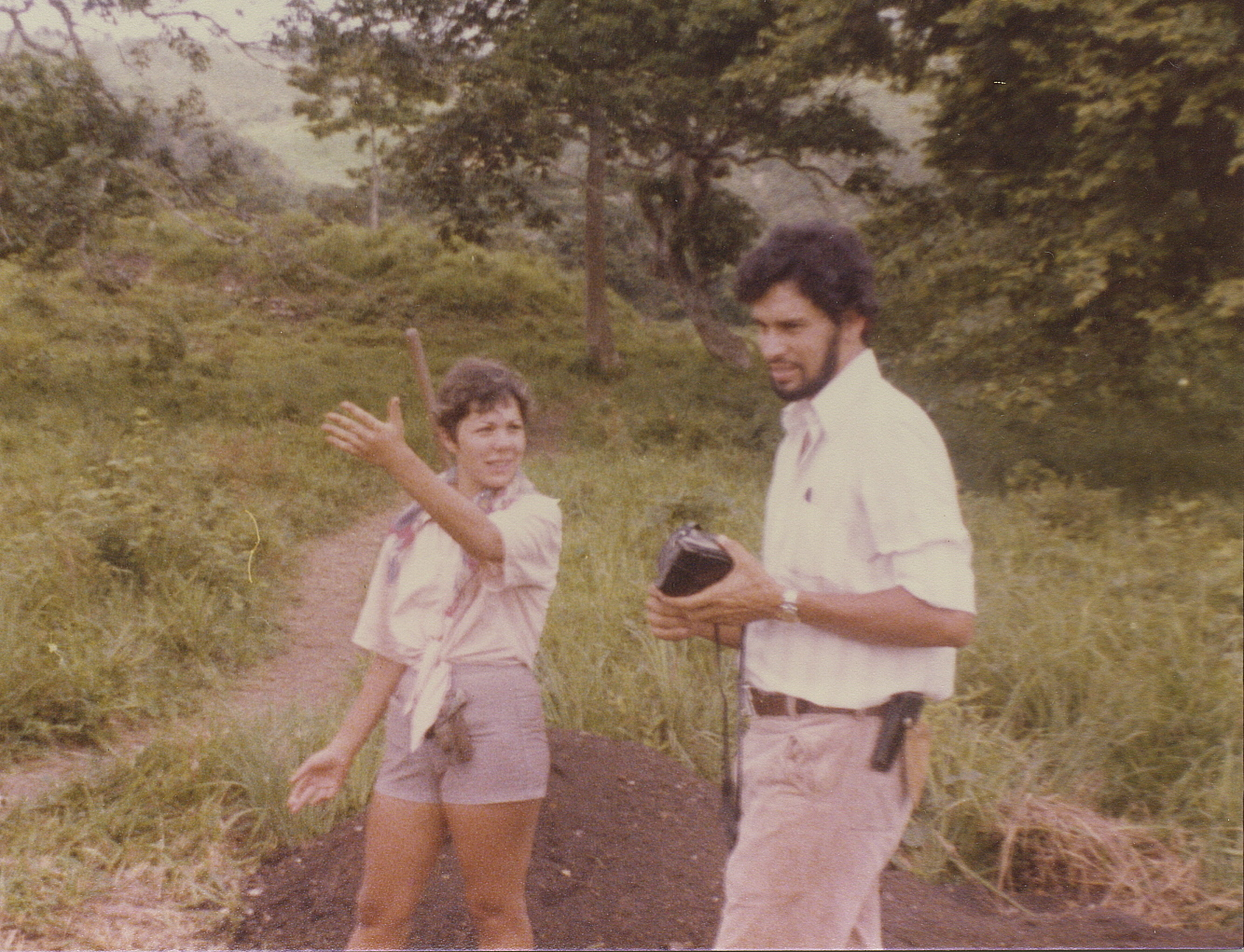
Елена Крос и археолог Рикардо Агурсия на раскопках Сибони Калабасас, Гондурас.

Майянист (исп. mayista) — учёный, специализирующийся на исследовании и изучении Центральной Америки в период доколумбовой цивилизации майя (майянистики).
Майянисты изучают много взаимосвязанных дисциплин, включая археологию, лингвистику, эпиграфию, этнографию, историю, искусство, архитектуру, астрономию и керамику.
Термин «майянист» был придуман подобно названию учёных, занимающихся изучением других исторических цивилизаций, например египтолог (Древний Египет), славист (ранние славянские государства) и ассириолог (Древняя Месопотамия). Термин широко используется с конца XIX века для обозначения учёных, которые занимались дешифровкой иероглифов майя.

## История
Ранними исследователями внимание уделялось в основном истории и культуре майя; письменность же чаще всего определялась как идеограмма (смысловое изображение, понятное только автору). Начальный вклад в изучение языка майя внёc миссионер Диего де Ланда, считающийся первым переводчиком с юкатекского и майанского на испанский язык. В 1810 году Александр Гумбольдт опубликовал без перевода первый майяский памятник — пять страниц «Дрезденского кодекса», однако не уделяя самому тексту должной значимости.
Значительный вклад в изучение письма майя внёс лингвист Юрий Кнорозов, первый доказавший слоговую её составляющую (тем самым поддержав алфавит де Ланды, до этого считавшийся фальсификацией). До Кнорозова важную роль в понимании майяской письменности внесла американская исследовательница русского происхождения Татьяна Проскурякова, идентифицировавшая основные глаголы и значение других знаков в майяском письме.

## Известные майянисты
- Джудит Айссен
- Адольф Бандельер
- Генрих Берлин
- Франс Блом
- Брассёр де Бурбур, Шарль-Этьен
- Валерий Гуляев
- Галина Ершова
- Альфонсо Касо
- Фредерик Кезервуд
- Альфред Киддер
- Пауль Кирхгофф
- Юрий Кнорозов
- Майкл Ко
- Владимир Кузьмищев
- Лайл Кэмбэлл
- Сильванус Морли
- Хуан Пио Перес
- Юрий Полюхович
- Татьяна Проскурякова
- Милослав Стингл